# Žabokreky nad Nitrou
Žabokreky nad Nitrou (prononciation slovaque : [ˈʒabɔkrɛkɪ ˈnad ɲɪtrɔu̯], hongrois : Nyitrazsámbokrét [ˈɲitrɒʒaːmbokreːt]) est un village de Slovaquie situé dans la région de Trenčín.

## Histoire
La première mention écrite du village date de 1291.

## Géographie
Žabokreky nad Nitrou se situe à l’ouest de Partizánske.
| Ostratice |                      |             |
|           | Žabokreky nad Nitrou | Partizánske |
| Chynorany |                      | Brodzany    |

## Démographie

### Évolution de la population
| Année:               | 1994. | 2004.   | 2014.   | 2024.   |
| -------------------- | ----- | ------- | ------- | ------- |
| Nombre de personnes: | 1633  | 1658    | 1686    | 1710    |
| Différence:          |       | +1,53 % | +1,68 % | +1,42 % |

| Année:               | 2023. | 2024.   |
| -------------------- | ----- | ------- |
| Nombre de personnes: | 1703  | 1710    |
| Différence:          |       | +0,41 % |